# Heinz Welz
Heinz Welz (* 7. Juli 1949 in Köln) ist ein deutscher Journalist, Coach und Pferdeflüsterer.

## Leben
Welz studierte 1969 bis 1974 Germanistik und Sozialwissenschaften in Köln und Bonn, seit Mitte der neunziger Jahre auch Psychologie. Nach dem Examen und zwei Jahren freier Mitarbeit für den Westdeutschen Rundfunk arbeitete er von 1976 bis 1986 als Redakteur, Reporter und Ressortleiter für die Tageszeitungen Kölner Stadt-Anzeiger und Express sowie die Magazine Impulse und WirtschaftsWoche. 
Seit 1987 ist Welz selbständig. Von 1987 bis 1996 widmete er sich mit seiner Agentur Welz Kommunikation in erster Linie journalistischen Themen. 1996 gründete er eine Lebensschule für pferdegestütztes Coaching sowie Kommunikationsberatung.

## Ehrungen
- 1983: Theodor-Wolff-Preis
- 1983: Preis Kuratorium Deutsche Altershilfe

## Werke
- Die TÜV-Rheinland-Geschichte. TÜV Rheinland, Köln 1991, ISBN 3-8249-0039-4.
- Pferdeflüstern kann jeder lernen. Kosmos, Stuttgart 2002, ISBN 3-440-08956-8.
- Entdecke den Horseman in dir. Kosmos, Stuttgart 2003, ISBN 3-440-09489-8.